# Kate McGarrigle
Kate McGarrigle, właśc. Catherine Frances McGarrigle (ur. 6 lutego 1946 w Montrealu, zm. 18 stycznia 2010 tamże) – kanadyjska wokalistka folkowa  i autorka piosenek.
McGarrigle i jej starsza siostra, Anna, rozpoczęły karierę w 1975 roku jako śpiewający duet. Rodzeństwo zdobyło uznanie krytyków za harmonijne i spostrzegawcze lirycznie piosenki.

## Życie prywatne
Była żoną amerykańskiego piosenkarza i kompozytora, Loudona Wainwrighta III. W 1976 roku małżeństwo zakończyło się rozwodem. Z tego związku McGarrigle miała dwójkę dzieci, wokalistę i autorka piosenek, Rufusa i Marthę Wainwrightów.

## Wyróżnienia
Wydany w 1976 roku debiutancki album sióstr, Kate i Anny, wybrany został przez brytyjski tygodnik „Melody Maker” najlepszym rockowym nagraniem roku (Rock Record of the Year). Za ich dwa albumy, Matapedia (1996) i The McGarrigle Hour (1998), otrzymały, odpowiednio w 1997 i 1999 roku, nagrody Juno. W 1994 roku siostry uhonorowane zostały Orderem Kanady, a w 1999 roku otrzymały Women of Originality Award. W 2006 roku za całokształt twórczości rodzeństwo otrzymało nagrodę przyznawaną przez kanadyjską organizację SOCAN.

## Śmierć
W 2006 roku u McGarrigle zdiagnozowano raka. W 2010 roku zmarła na mięsaka jasnokomórkowego, w wieku 63 lat.

## Dyskografia
- 1976: Kate & Anna McGarrigle
- 1977: Dancer with Bruised Knees
- 1978: Pronto Monto
- 1980: Entre la jeunesse et la sagesse
- 1982: Love Over and Over
- 1990: Heartbeats Accelerating
- 1996: Matapédia
- 1998: The McGarrigle Hour
- 2003: La vache qui pleure
- 2005: The McGarrigle Christmas Hour
- 2010: ODDiTTiES
- 2011: Tell My Sister
- 2013: Sing Me the Songs: Celebrating the Works of Kate McGarrigle